# Église Saint-Viateur d'Outremont
Église Saint-Viateur d'Outremont är en kyrka i Montréal i Kanada. Den ritades av Louis-Zéphirin Gauthier och Joseph-Égide-Césaire Daoust.